# الدياليسيس
الدياليسيس (بالأسبانية: Aldealices) هي بلدية تقع في مقاطعة سوريا، قشتالة وليون، إسبانيا. وفقاً لتعداد 2004 (المعهد الوطني للإحصاء)، بلغ عدد سكانها 24 نسمة.